# Observatorio Astronómico Dainik
El Observatorio Astronómico Dainik  es un observatorio astronómico público fundado en 1987 en Hikone , Prefectura de Shiga , Japón . El observatorio fue creado por Dynic Corporation  (en japonés:ダイニック).

## Instrumentos del observatorio
- Reflector newtoniano de 60 cm
- Cassegrain de 20 cm
- telescopio de 25cm

## Objetivos de la investigación
- Descubrimiento de asteroides y su astrometría
- Observaciones de cometas y novas
- Observaciones de estrellas variables

## Logros clave
- 120 asteroides descubiertos entre 1988 y 2000[2]
- 11850 medidas astrométricas publicadas desde 1988 hasta 2002